# Kannad
Kannad es una ciudad y  municipio situada en el distrito de Aurangabad en el estado de Maharashtra (India). Su población es de 40759 habitantes (2011). Se encuentra a 58 km de Aurangabad.

## Demografía
Según el censo de 2011 la población de Kannad era de 40759 habitantes, de los cuales 21144 eran hombres y 19655 eran mujeres. Kannad tiene una tasa media de alfabetización del 84,45%, superior a la media estatal del 82,34%: la alfabetización masculina es del 90,44%, y la alfabetización femenina del 78,07%.